# 博物馆奇妙夜3
《博物館驚魂夜3》（英語：Night at the Museum: Secret of the Tomb）是一部2014年肖恩·利维执导的美国奇幻喜剧片，为2009年電影《博物館驚魂夜2》的续集，也是《博物館驚魂夜》系列電影的第三部作品。勞勃·班·葛蘭、大衛·桂恩、麥可·韓德爾曼和湯瑪斯·藍諾编剧。班·史提勒、羅賓·威廉斯、歐文·威爾森、丹·史蒂文斯與本·金斯利主演。影片由二十世纪福斯发行，北美2014年12月19日上映，中国大陆2015年1月4日上映。本片也是羅賓·威廉斯生前所拍最後三部電影中的其中一部。

## 剧情
影片一开始追溯到发现牌匾的时候。一隊考古队误打误撞发现阿卡曼拉的陵墓，并且在不顾当地人“末日将至”的警告下强行取下黄金牌匾。回到现代，赖瑞在博物馆举行一个盛大晚会，晚会前阿卡曼拉找到赖瑞，告诉赖瑞牌匾出了问题。赖瑞决定晚会结束后再来仔细查看。晚会一开始十分顺利，突然伴随着牌匾的腐蚀，所有展品失控，人们纷纷逃出博物馆，这次事件过后麦菲博士（馆长）遭到撤职，赖瑞开始关注那块牌匾，很快就找到当年发现牌匾时的记载，通過一張照片得知過去的夜班警衛——賽西也在當時陵墓挖掘的現場。在事實面前，賽西只得承認，當時在挖掘現場曾經被當地人警告“魔法的末日將臨”。賽西也告訴賴瑞，文物出土以後尼罗河法老夫婦就與阿卡曼拉及牌匾分開，存放在了大英博物館和紐約自然博物館。隨後阿卡曼拉告诉赖瑞牌匾的秘密只有他父亲——尼罗河法老知道，于是赖瑞让麦菲博士将牌匾和阿卡曼拉转移到大英博物馆（大英博物馆不知道麦菲博士被撤职），自己一同前往。
到了大英博物馆，赖瑞发现大伙都来了，只好带上大伙前往埃及馆找尼罗河法老。路上大伙遇到三角龍的骨頭，隨即發生打鬥，而打斗中，屋大维与嘉地雅·史壮·史密斯走失。其後遇到了兰斯洛特爵士並将三角龍的骨頭打败。众人在猴子的帮助下尋找走失的兩人，一路上來到了中國區，眾人因為石板的腐化，隨即失控惊醒了相柳石雕，一番拉扯下，赖瑞用去顫器搞定后，繼續往埃及區前進。于此同时屋大维与嘉地雅·史壮·史密斯到了庞贝展區，看到種種跡象（人民倉皇失措地逃跑、正對前方的大理石頭雕的提示）才意識到彼此的所在，隨後火山喷发，德克斯及时出现灑尿救了两人。
眾人找到了尼罗河法老，赖瑞解释来找他们的原因，看到被腐蚀的牌匾，尼罗河法老说出了牌匾的秘密。原来，尼罗河法老舍不得自己的儿子，就命令大祭司铸造黄金牌匾，吸收月亮的灵气。千年過後，在博物館的文物會因為牌匾的靈氣每到晚上將一切复活。而牌匾經過千年没接收到月光的靈氣，使之欲用完能量，一旦牌匾的能量用完就將成為普通的石头，到時再吸收月光也將无济于事。得知此事的赖瑞赶紧带上牌匾，却被誤解牌匾才是聖杯的兰斯洛特爵士抢走，兰斯洛特爵士立即前往博物馆外，看到卡美洛音乐剧的广告隨即前往剧院想獻給她。追趕其的赖瑞憑藉著之前在YouTube看到的影片使之效仿弄走四隻复活的石狮子，在劇院找到兰斯洛特爵士。一番苦口婆心地劝说无效，此時众人纷纷倒下，而德克斯則是以最痛苦的表現後離開。看到这一幕，兰斯洛特爵士终于理解一切事實且交还牌匾。接受月光后牌匾又回復原来样子，死去的众人又一次复活。
日出後向眾人道別的賴瑞，在從原本不諒解尼克去伊比薩島當DJ，直到經過了這一切並從尼羅河法老的口中體認到也要讓自己兒子獨立的時候了，隨後與尼克相擁道別。
牌匾被赖瑞留在了大英博物馆，以让阿卡曼拉一家团聚，其余人则回到原来的博物馆。三年后大英博物馆举行文物巡回展出，牌匾又一次被带回自然博物馆，此时麦菲博士因为赖瑞承担下所有责任而复职，而復活一切的石板的事實則由媞莉代賴瑞傳達。所有展品又一次复活，在博物馆内举行狂欢。最後，赖瑞站在博物馆外，看着热闹的博物馆欣慰地笑了。

## 角色
| 演員                              | 角色                                       | 備註 |
| 班·史提勒 Ben Stiller             | 羅倫斯·“賴瑞”·戴利 Lawrence "Larry" Daley  | 自然歷史博物館現任夜間警衛，尼克的父親。 班本人分飾兩角，演出野人賴賴（Laa）。                                               |
| 班·史提勒 Ben Stiller             | 賴賴 Laa                                   | 由麥菲博士請人打造的原始人，樣貌和賴瑞一樣，視賴瑞為爹爹，與媞莉相愛。                                                       |
| 羅賓·威廉斯 Robin Williams        | 西奧多·羅斯福 Theodore Roosevelt           | 自然歷史博物館收藏品，蠟像，美國第26任總統。 羅賓於2014年8月11日撒手人寰，該角色在故事結尾安排恰如其分，片尾以字幕向其致意。 |
| 歐文·威爾森 Owen Wilson           | 嘉地雅·史壯·史密斯 Jedediah Strong Smith   | 自然歷史博物館收藏品，袖珍人像，西部牛仔。 和屋大維是難兄難弟搭檔。                                                          |
| 史蒂夫·庫根 Steve Coogan          | 屋大維 Octavius                            | 自然歷史博物館收藏品，袖珍人像，羅馬帝國首任皇帝。 和小嘉是難兄難弟搭檔。                                                    |
| 瑞奇·葛文斯 Ricky Gervais         | 麥菲博士 Dr. McPhee                        | 自然歷史博物館館長，一度遭到調職。                                                                                           |
| 丹尼爾·斯蒂文斯 Dan Stevens       | 兰斯爵士 Sir Lancelot                      | 大英博物館收藏品，盔甲人像，亞瑟王神話中的圓桌武士形象。                                                                     |
| 瑞貝爾·威爾森 Rebel Wilson        | 媞莉 Tilly                                 | 大英博物館夜間守衛。金髮，身形豐腴，傻大姊。                                                                                 |
| 史凱勒·吉桑多 Skyler Gisondo      | 尼可拉斯·“尼克”·戴利 Nicholas "Nick" Daley | 賴瑞兒子，對於未來感到徬徨。                                                                                                 |
| 雷米·馬利克 Rami Malek            | 阿卡曼拉 Ahkmenrah                         | 自然歷史博物館收藏品，木乃伊，法老王。                                                                                       |
| 派翠克·克加拉格 Patrick Gallagher | 阿提拉 Attila the Hun                      | 自然歷史博物館收藏品，蠟像，匈奴王。                                                                                         |
| 米蘇·貝克 Mizuo Peck              | 莎卡嘉薇亞 Sacagawea                       | 自然歷史博物館收藏品，蠟像，印第安女子。                                                                                     |
| 班·金斯利 Ben Kingsley            | 尼羅河法老 Merenkahre                      | 大英博物館收藏品，木乃伊阿卡曼拉的父王。 具有魔法，「刻寫板」為他所撰寫，其秘密亦只有他知道。                                |
| 安潔莉·傑伊 Anjali Jay            | 尼羅河王后 Shepseheret                     | 大英博物館收藏品，木乃伊阿卡曼拉的母后，尼羅河法老之妻。                                                                     |
| 迪克·凡·戴克 Dick Van Dyke        | 西塞·佛德里克 Cecil Fredericks             | 自然歷史博物館退休夜間警衛，幼時曾捲入刻寫板事件。                                                                           |
| 瑞秋·哈里斯 Rachael Harris        | 瑪德琳·菲爾普斯 Madeline Phelps            | |
| 米基·魯尼 Mickey Rooney           | 葛斯 Gus                                   | 以輪椅代步的前任夜間警衛。 演員米基於該片殺青後不久離世，片尾亦因此以字幕向其致意。                                          |
| 比爾·考布斯 Bill Cobbs            | 雷吉納德 Reginald                          | 前任夜間警衛之一。 |
| 休·傑克曼 Hugh Jackman            | 本人 himself                               | 以本人的身分於音樂劇《卡美洛》登場，在音樂劇中飾演亞瑟王。 順便模仿金鋼狼怒吼。                                              |
| 艾莉絲·伊芙 Alice Eve             | 本人 herself                               | 以本人的身分於音樂劇《卡美洛》登場，在音樂劇中飾演桂妮薇爾。                                                                 |

## 制作

預告海報

2014年1月27日开拍，5月6日片名确定为Night at the Museum: Secret of the Tomb。

## 评价
口碑一般，烂番茄新鲜度47%，略高于《博物馆奇妙夜2》的45分和第一部的43分，Metacritic媒体综评47分。據CinemaScore進行的調查，觀眾的平均評價於A+至F間落於「B+」。

## 票房
北美方面，首周末取得1730万美元次于《哈比人：五軍之戰》居亚军，该成绩为系列三部曲中票房最低的。次周末收2060万列第四；第三周末入账1445万列第五。
中国大陆方面，首日收2950万人民币超越《智取威虎山3D》成为单日冠军。上映8天累计1.97亿列榜首。次周收7091万列第三位；第三周取得3896万列第四。
香港方面，首周四天收获1155万港币列榜首，次周以2065万蝉联冠军，第三周入账786万列第二。
台灣方面，首週五天票房為新台幣5300萬元；次週票房累計至新台幣1.18億元；第三週票房累計至新台幣1.35億元。
| 上一届： 《》                 | 2014年香港一週票房冠軍 第50-51週 | 下一届： 《》                       |
| 上一届： 《哈比人：五軍之戰》 | 2014年台北週末票房冠軍 第52週    | 下一届： 《2015年台北週末票房冠軍》 |
| 上一届： 《智取威虎山3D》     | 2015年中国内地一周票房冠军 第2周 | 下一届： 《重返20岁》               |